# Frances Benjamin Johnston
Frances "Fannie" Benjamin Johnston (Grafton, 15 januari 1864 – New Orleans, 16 mei 1952) was een Amerikaans fotografe en fotojournaliste.

## Leven en werk
Johnston werd geboren in een welgestelde en hooggeplaatste familie en was het enige kind in het gezin dat in leven bleef. Ze groeide op in Washington D.C. en studeerde in Parijs, aan de Académie Julian. Haar eerste camera kreeg ze van George Eastman, de oprichter van Kodak, die een vriend van de familie was. Ze werd vervolgens in de kunst en techniek van de fotografie opgeleid door Thomas Smillie, directeur van de Smithsonian Institution.

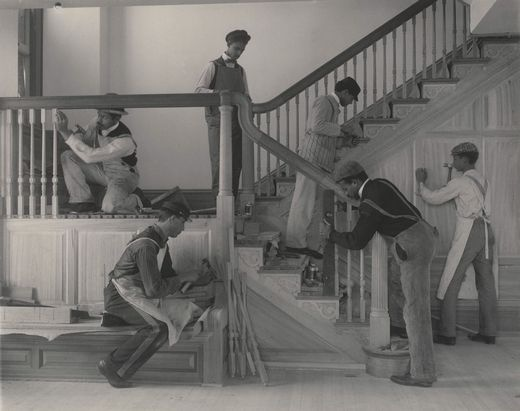
Stairway of the Treasurer's Residence, 1899

Vanaf 1890 begon Johnston te werken als freelance fotografe en reisde ze door Europa, waar ze een aantal vooraanstaande fotografen bezocht. Terug in Amerika, in 1895, begon ze een fotostudio in Washington. Daar maakte ze snel naam en portretteerde prominente Amerikanen als Mark Twain en Booker T. Washington. Dankzij haar goede connecties had ze toegang tot de hoogste kringen en werd ze onder meer de officiële fotograaf van het Witte Huis, voor Harrison, Cleveland, McKinley, "TR" Roosevelt en Taft.
Via haar moeder, die journaliste was, kreeg Johnston ook belangrijke opdrachten als fotojournaliste, onder andere bij grote rechtszaken. Voor de Wereldtentoonstelling van Parijs in 1900 organiseerde ze een expositie van 28 vrouwelijke fotografen en had ze zelf succes met een serie foto’s van gebouwen en negroïde studenten van de Universiteit van Hampton. Met haar partner Mattie Edwards Hewitt opende ze in 1913 een fotostudio in New York, waar ze in de jaren twintig uitgebreide fotostudies maakte van de stedelijke architectuur. Deze foto’s vormen vandaag de dag nog steeds een belangrijke bron voor de geschiedenis van de architectuur en van de stad. Later maakte ze ook veel architectonische foto’s in Virginia (in opdracht van Carnegie), North Carolina en Louisiana, waar ze veel plantages fotografeerde. Veel van haar werk bevindt zich momenteel in het Metropolitan Museum of Art.
Johnston stond bekend als een vrijgevochten, ´moderne´ vrouw, met een sterke wil, die geregeld ook lesbische affaires had. Ze bleef fotograferen tot op hoge leeftijd en overleed op 88-jarige leeftijd, in 1952, te New Orleans.

## Galerij

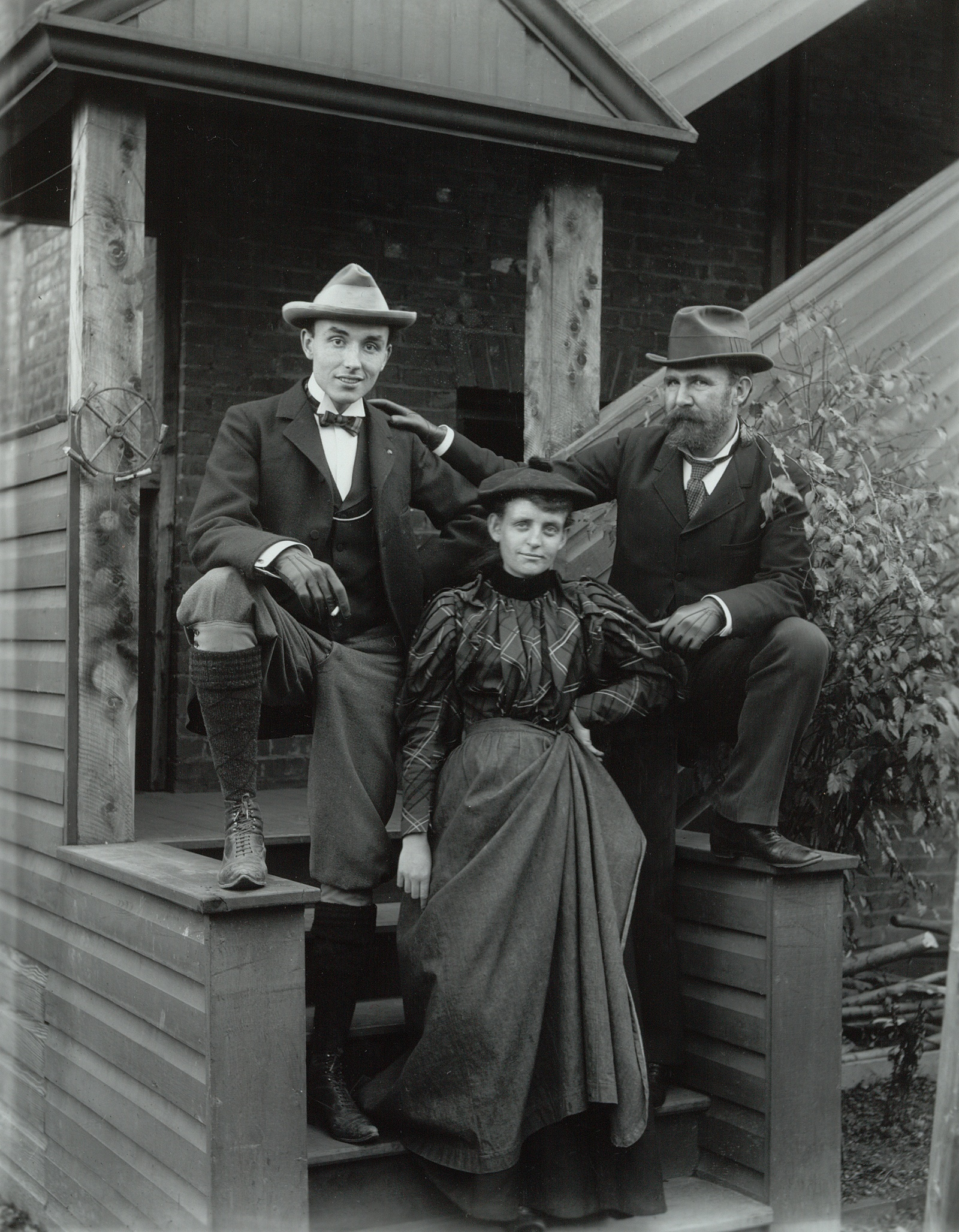
Frances Benjamin Johnston met haar partner Mills Thompson (links) en Frank Phister
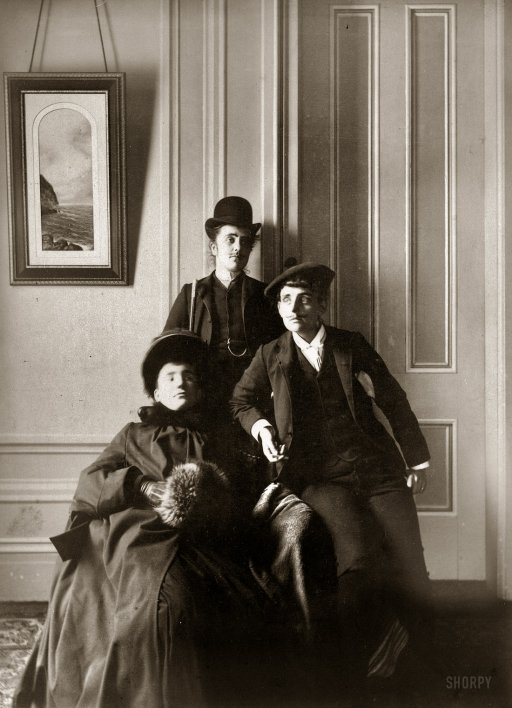
Crossdressing, 1890 (rechts F.D.J.)
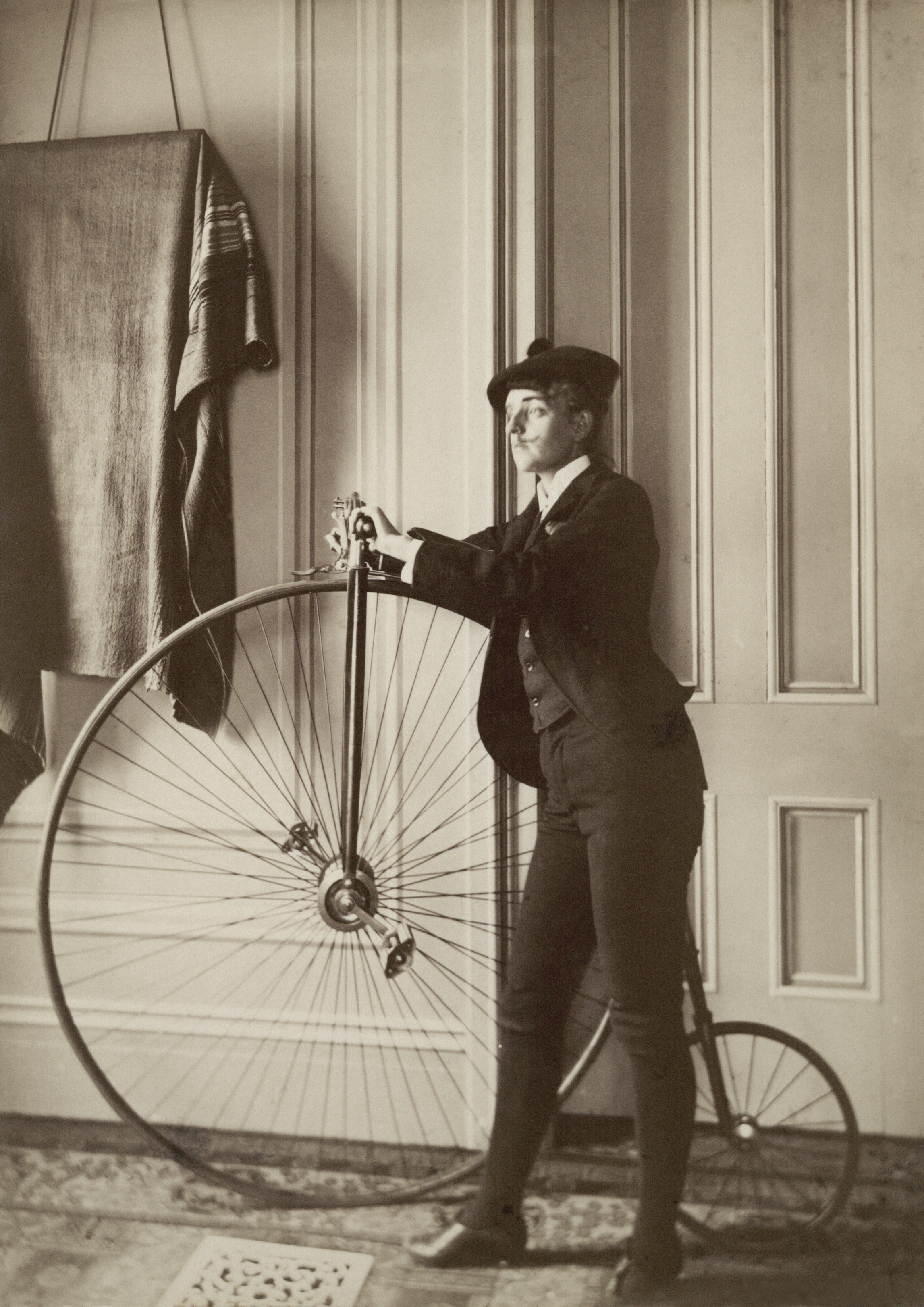
Frances Benjamin Johnston, Self-portrait with false moustache, 1890
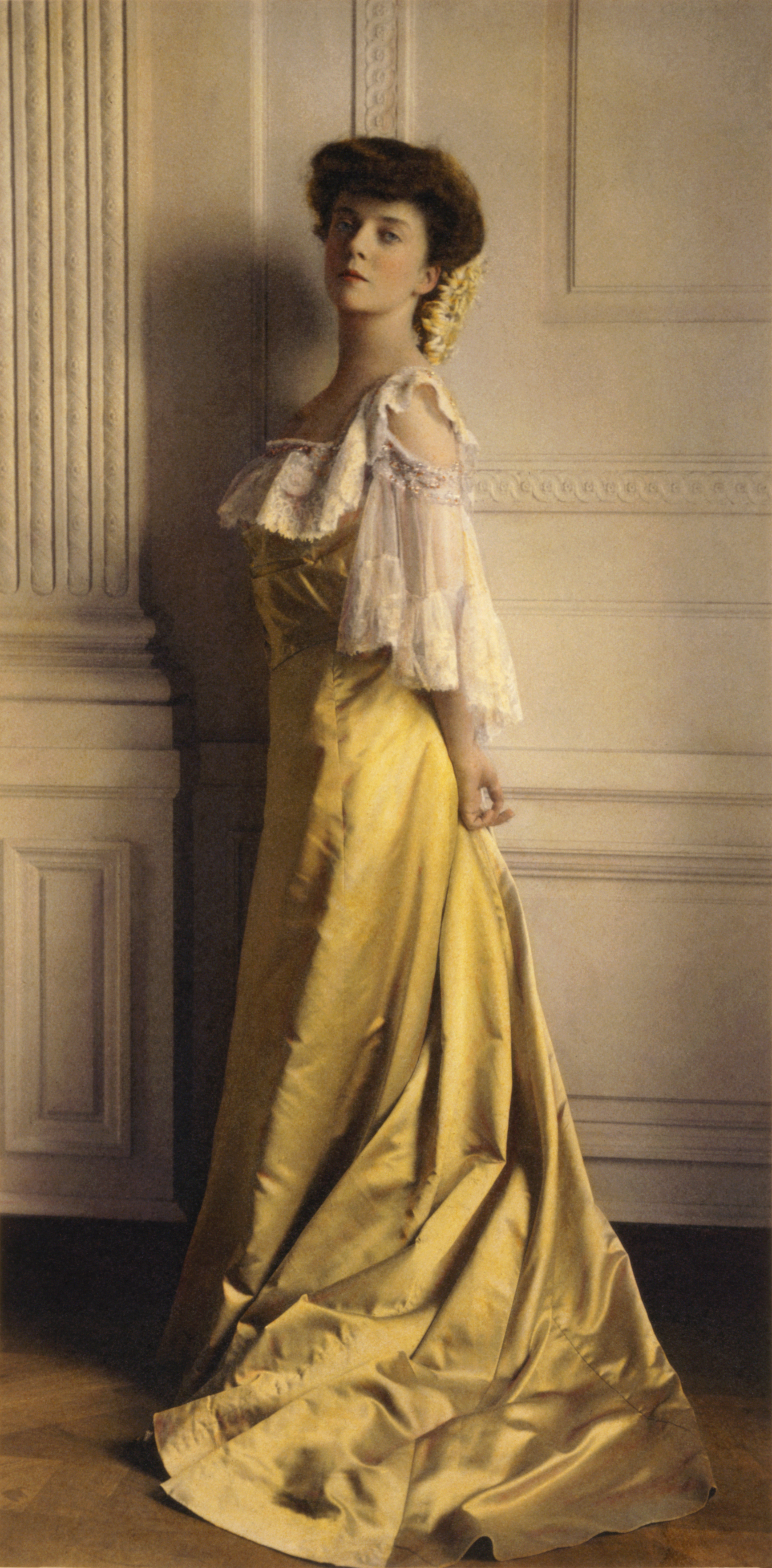
Alice Roosevelt, 1903, ingekleurd
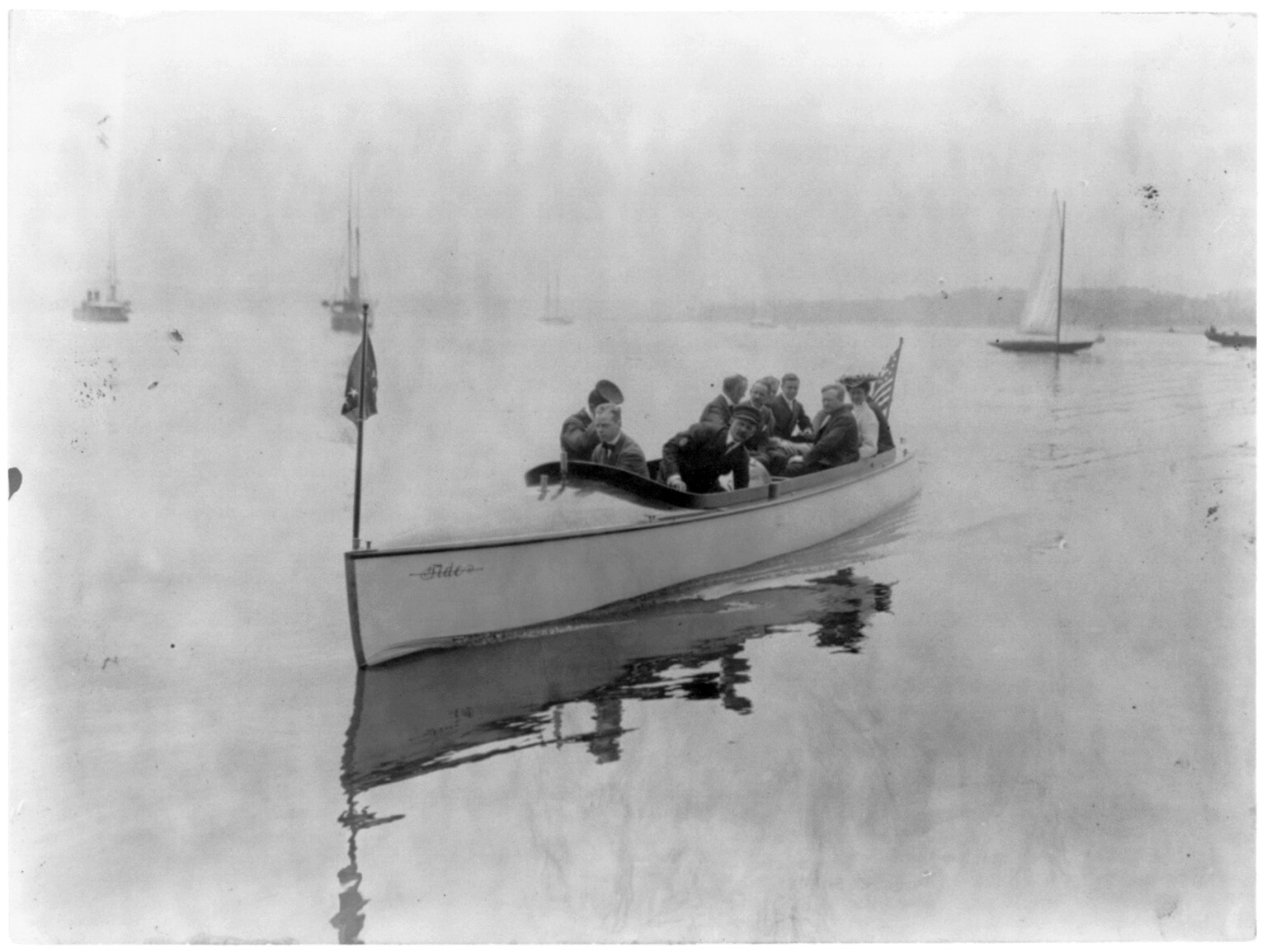
Five Small motor launch, Oyster Bay, Long Island, 1905
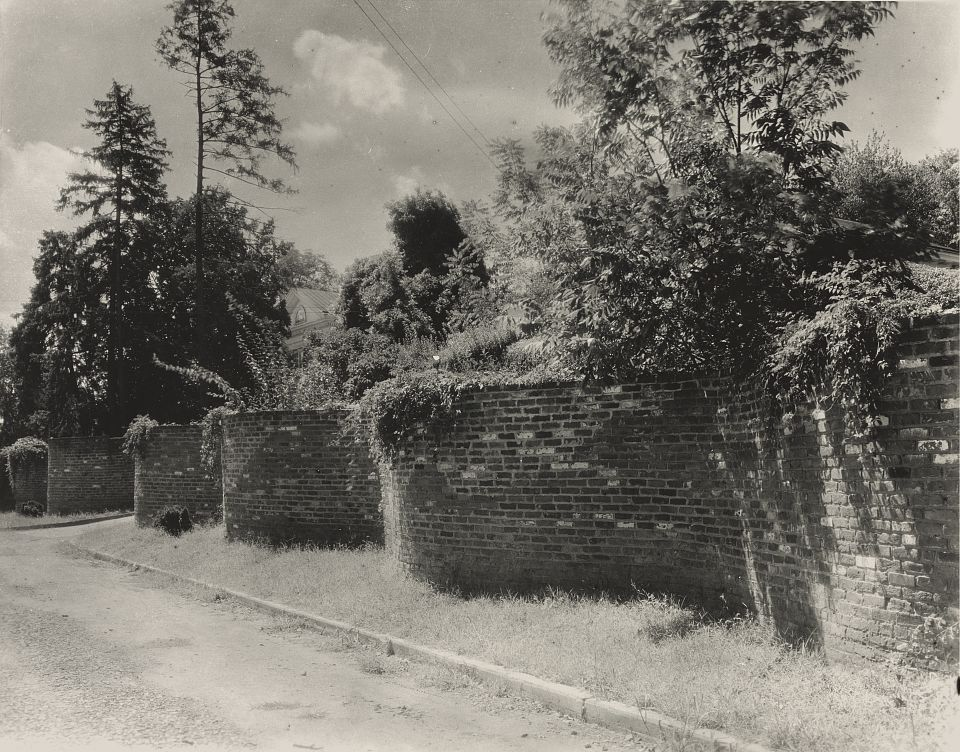
Serpentine walls University of Virginia Charlottesville, 1935
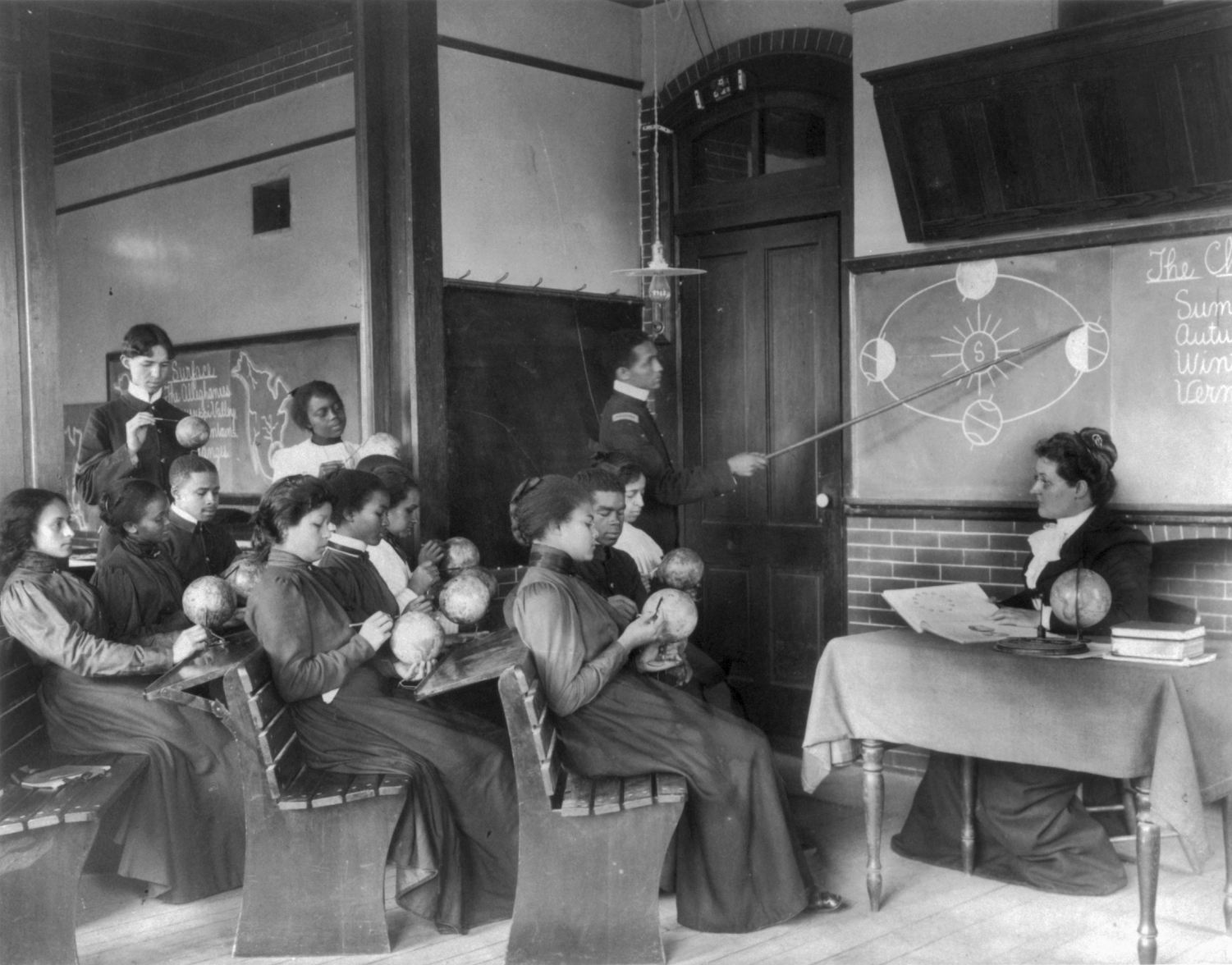
Hampton Institute, geography, 1899 (geëxposeerd te Parijs, 1900)
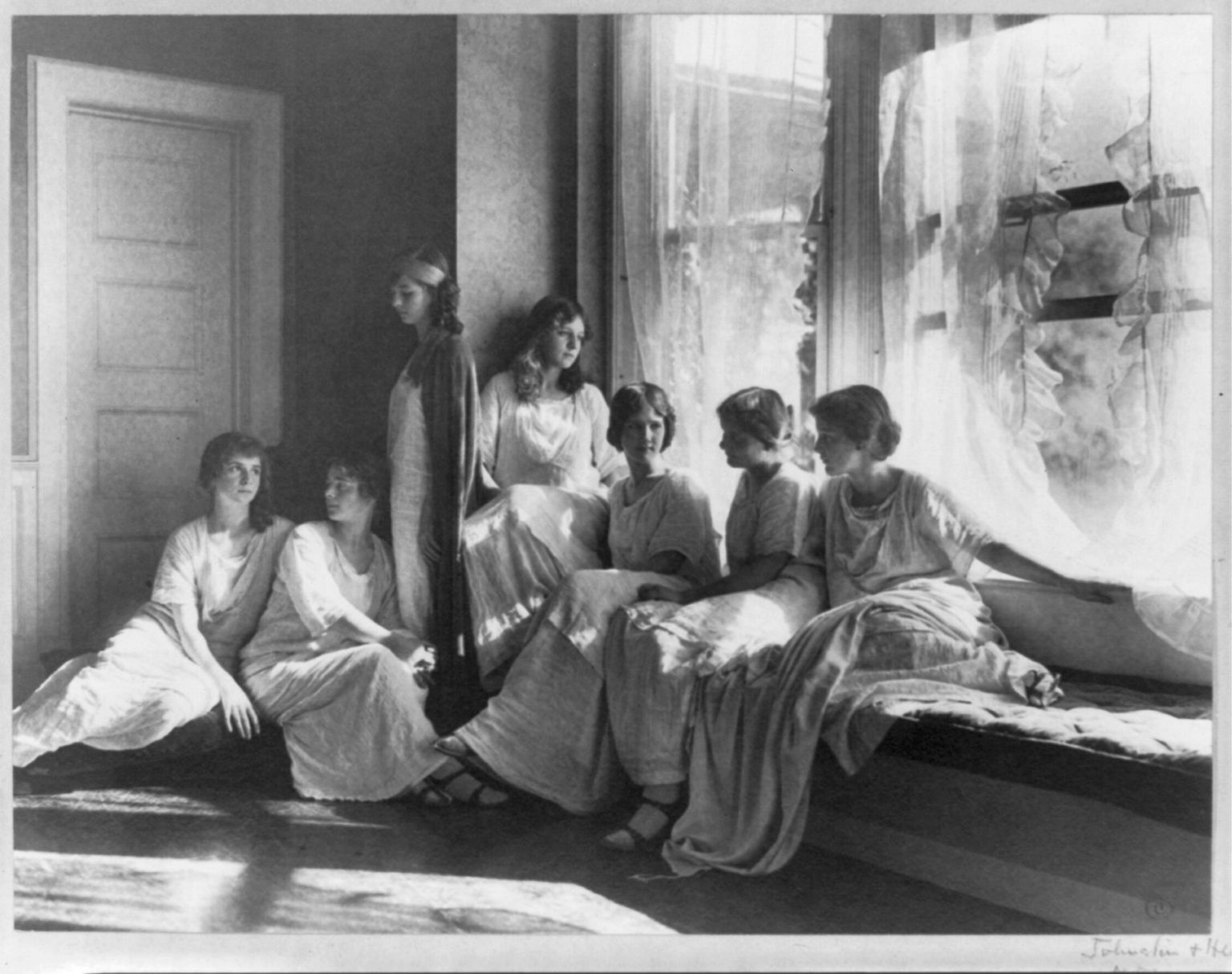
Isadora Duncan's dancers
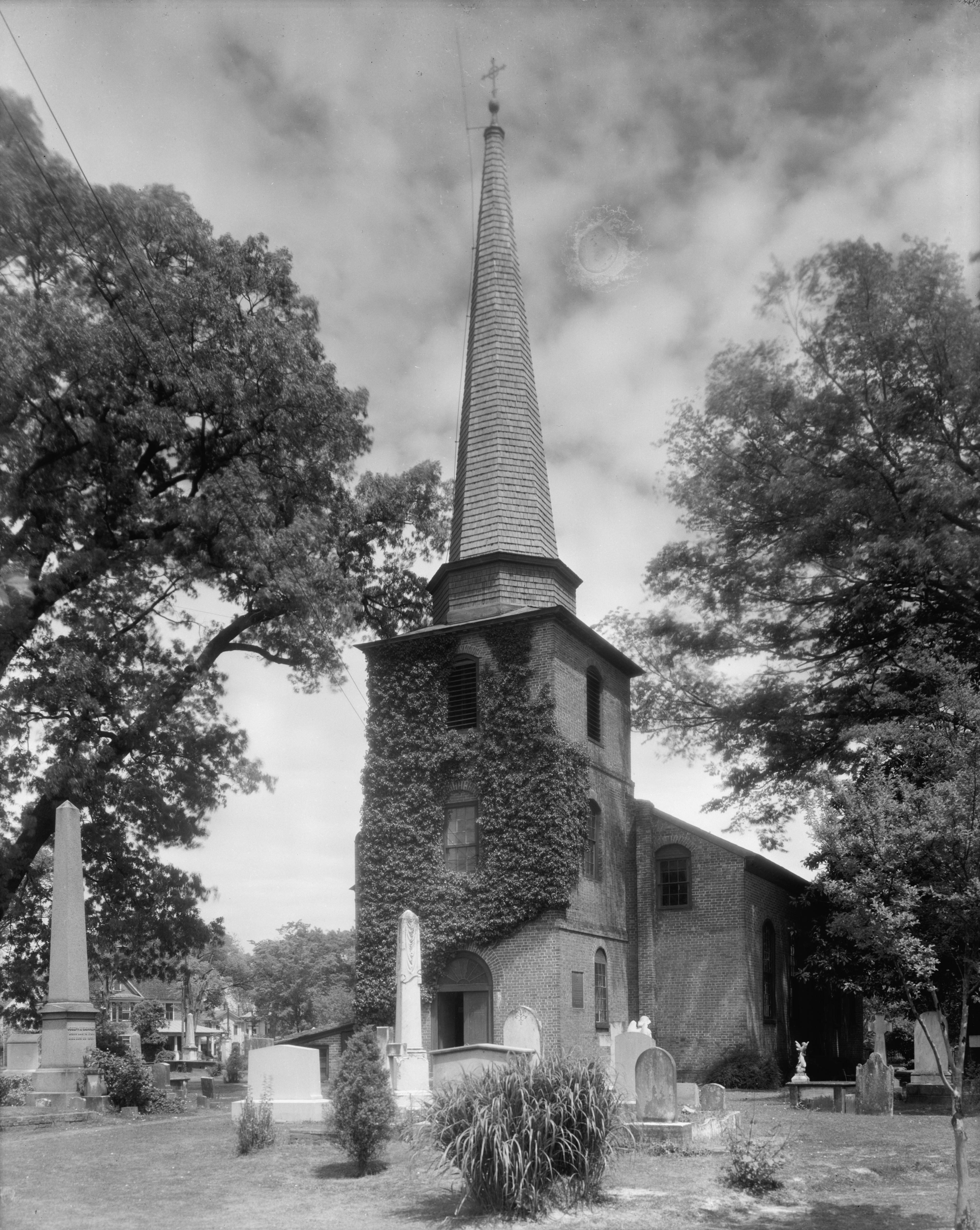
St. Paul's Church, Edenton, 1937
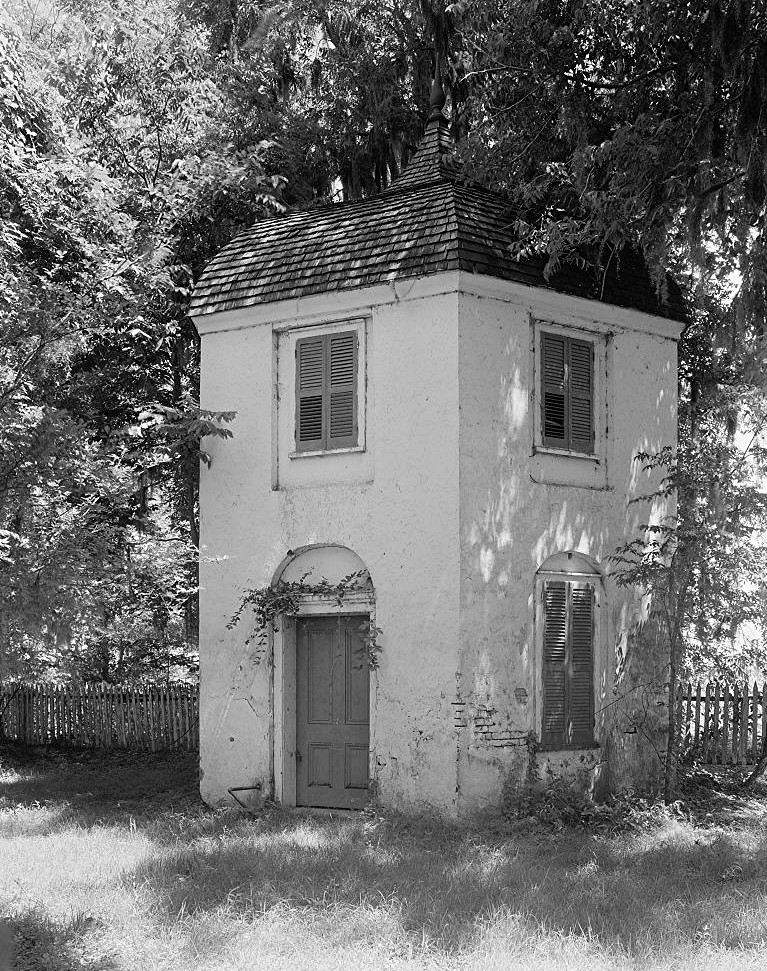
Houmas House Plantation Bachelor's Quarters, 1938
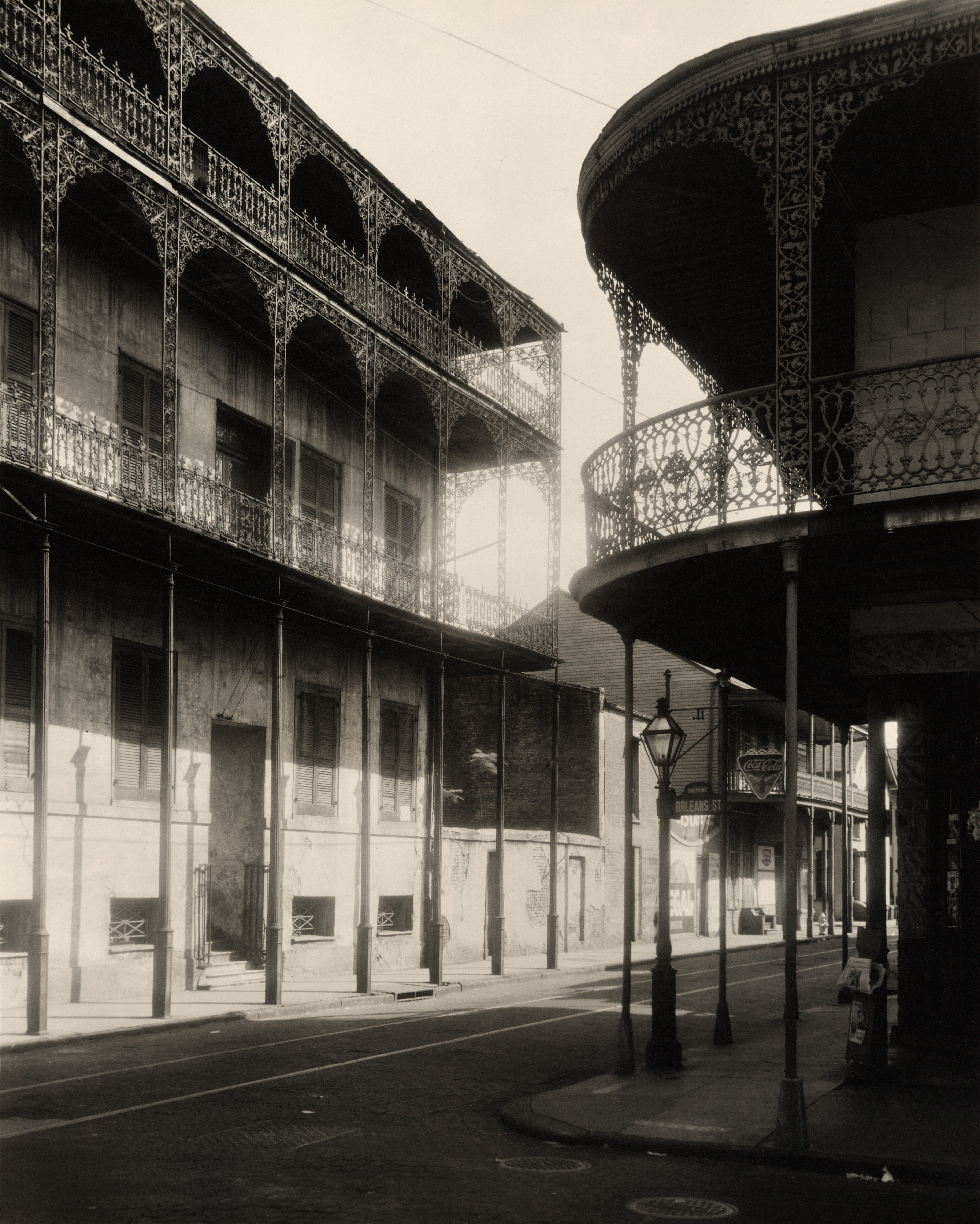
House of the Turk, Dauphine Street, New Orleans, 1937
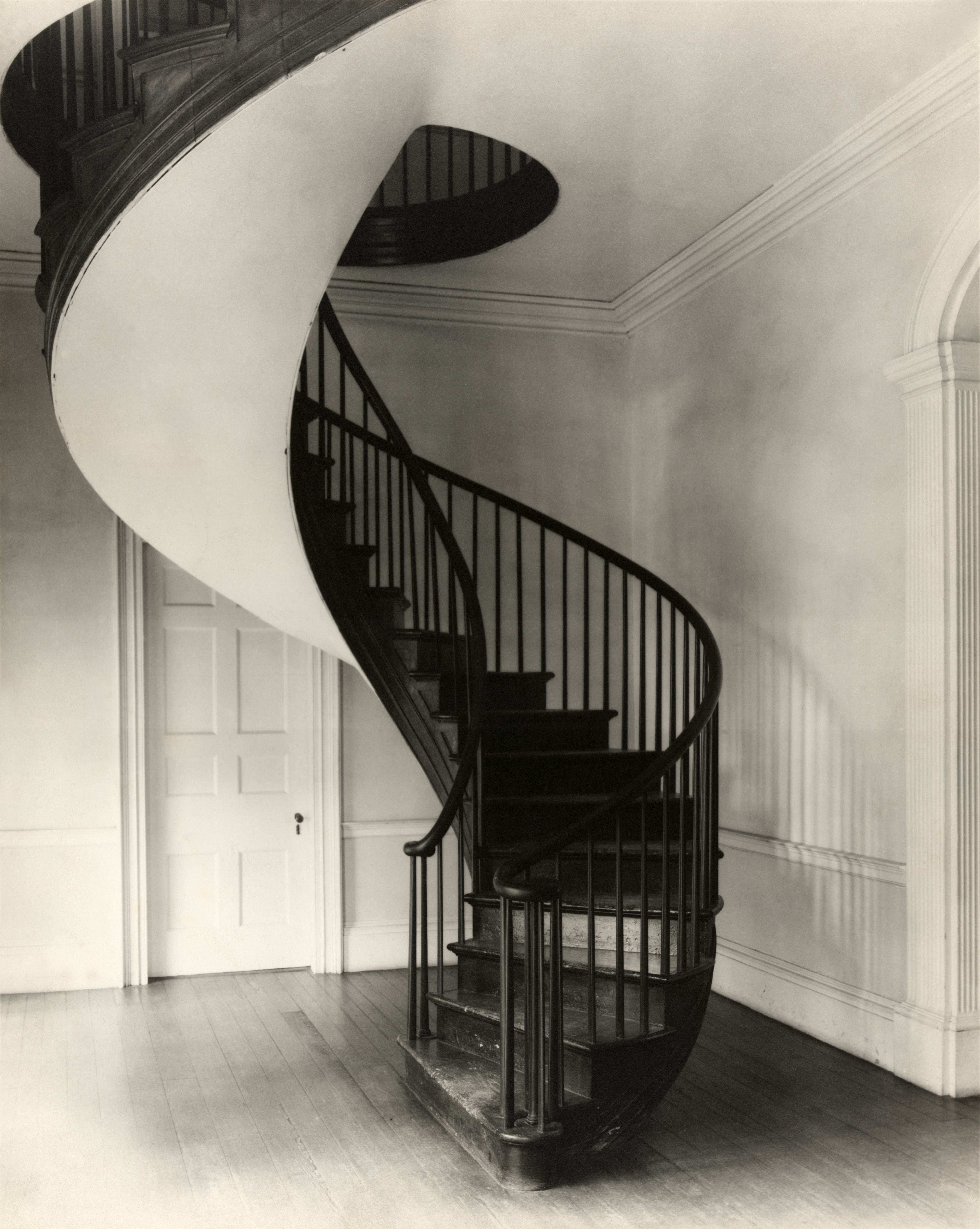
Spiral staircase, 1938
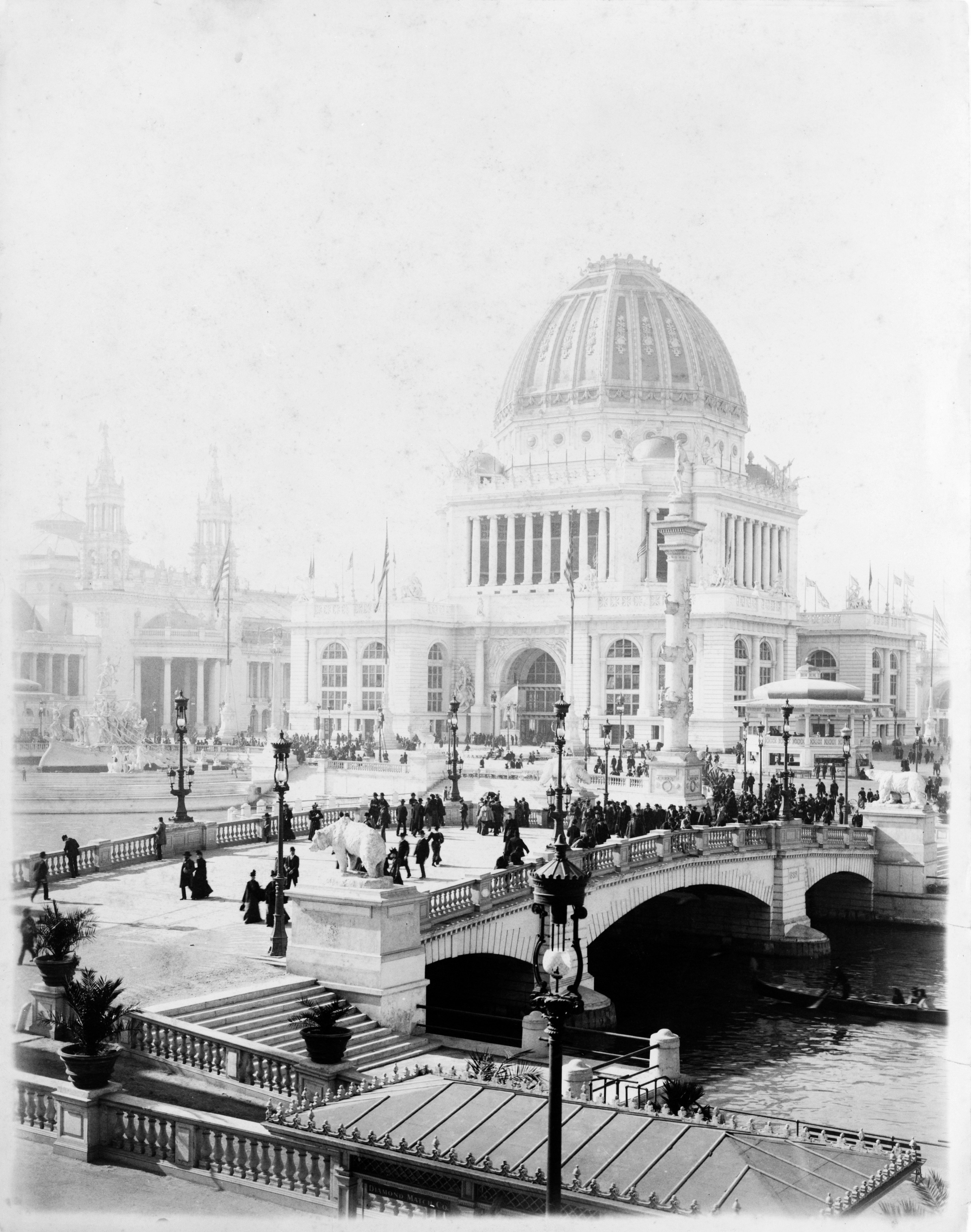
World's Columbian Exposition, Chicago, 1893
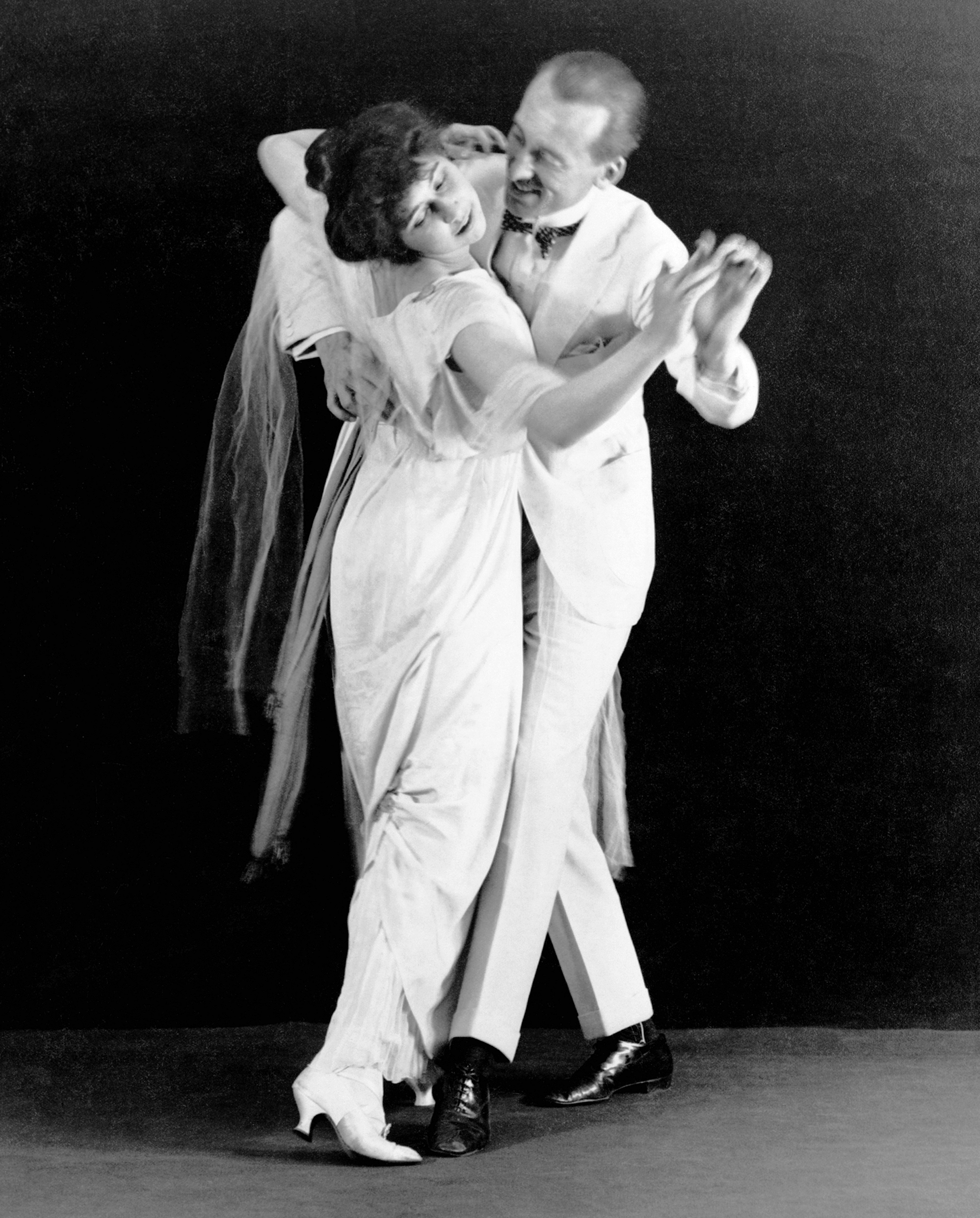
Vernon and Irene Castle, ca 1910
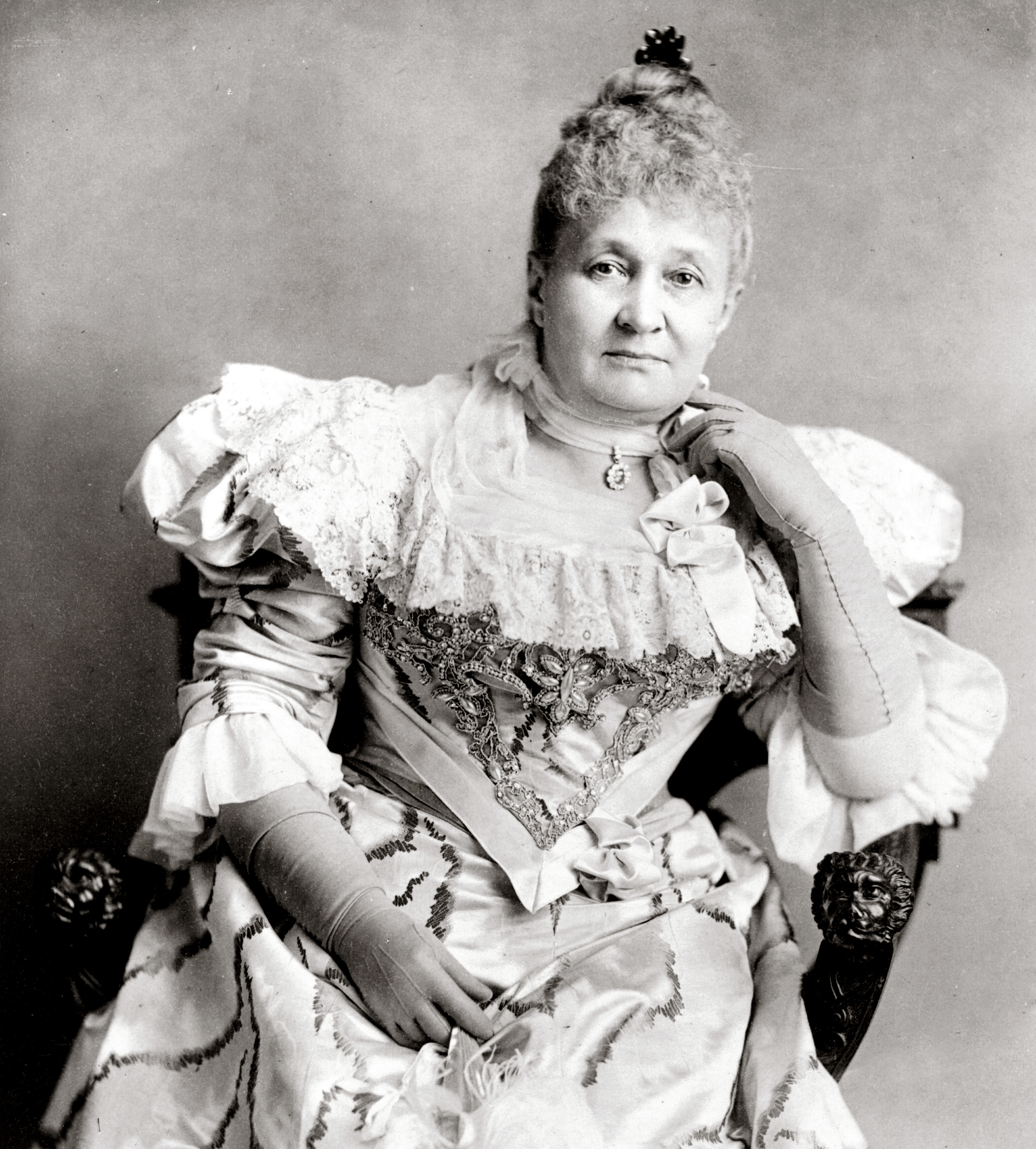
Sarah Adams Whittemore, 1900
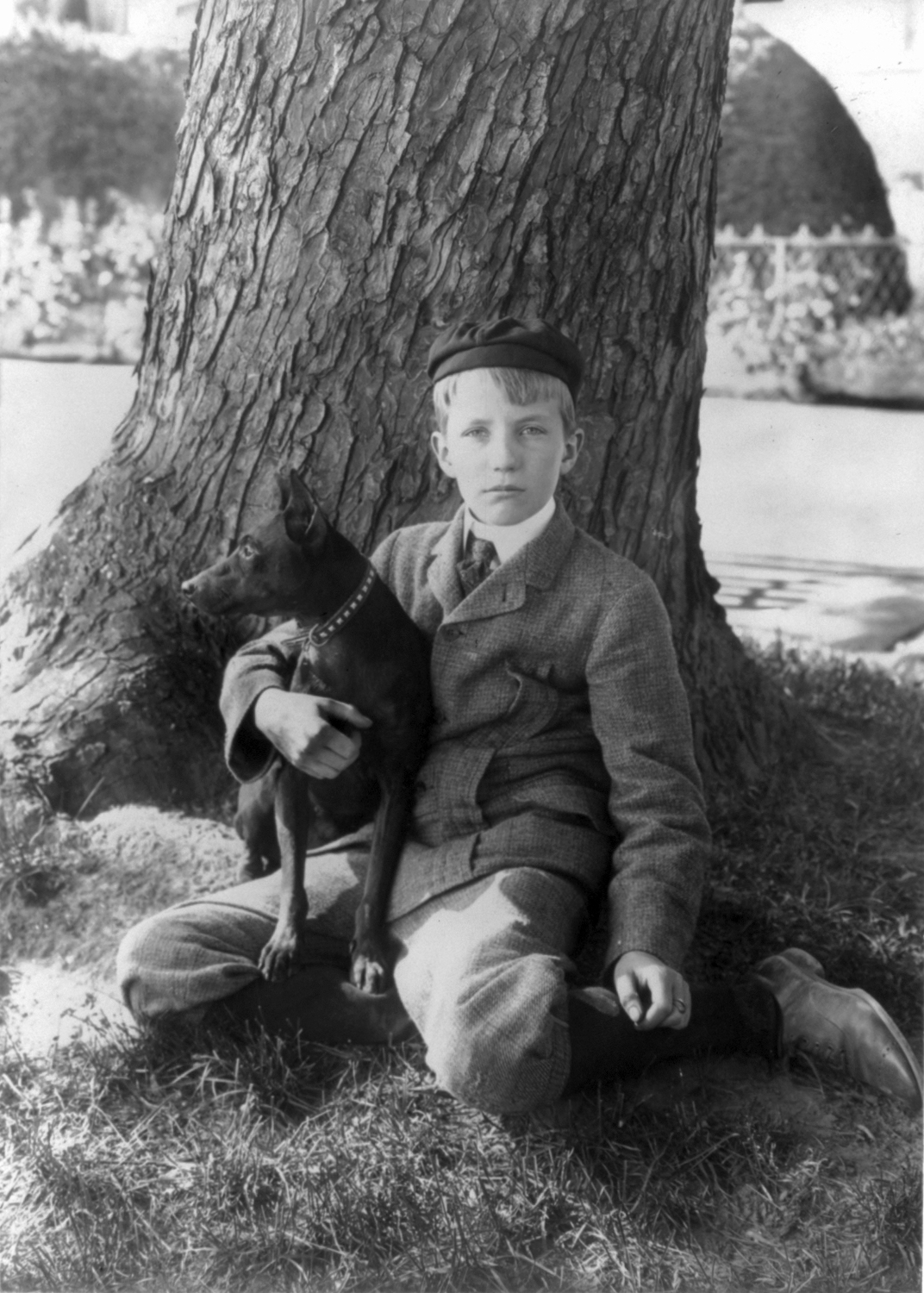
President Roosevelts zoon Kermit, 1902
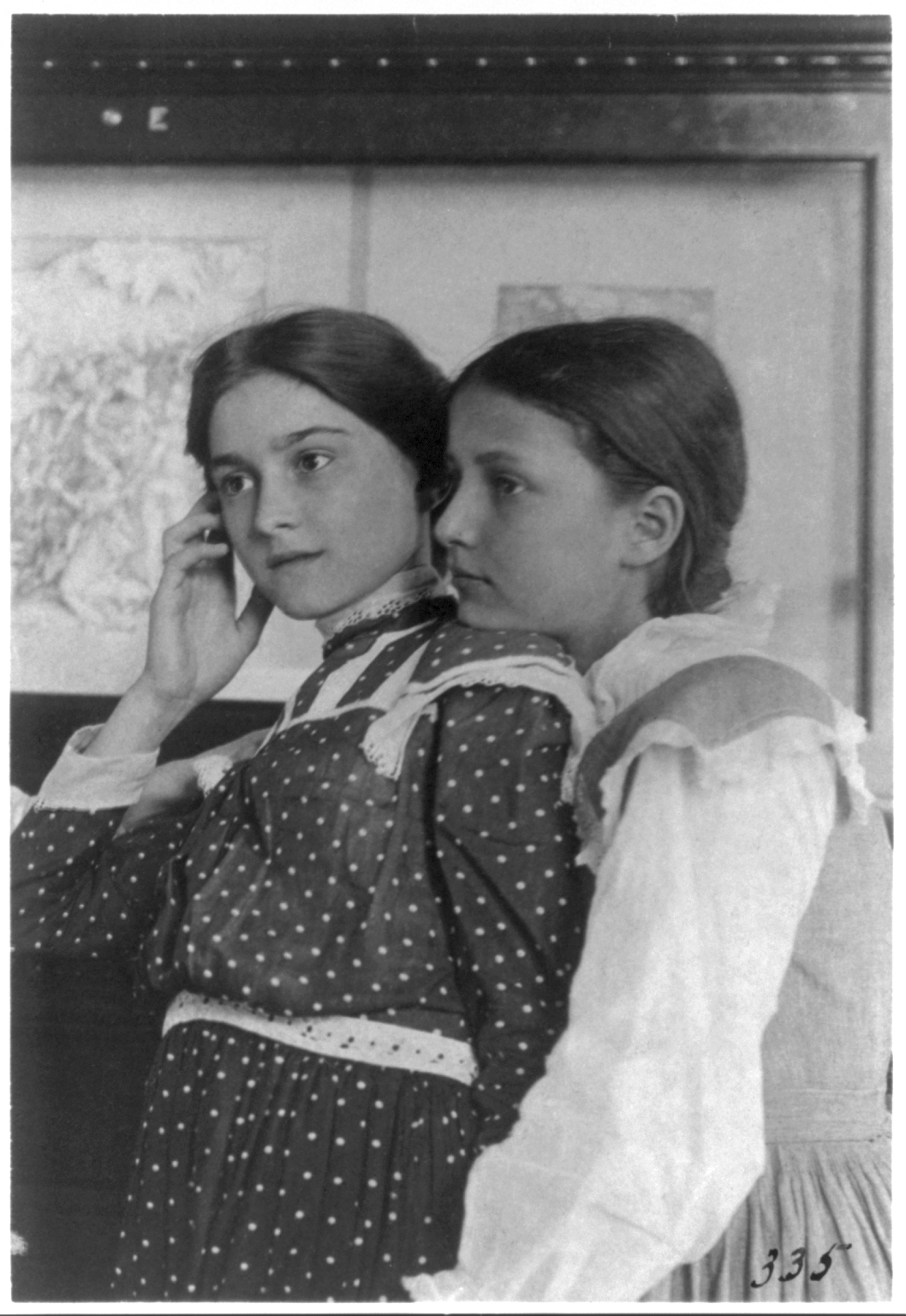
Twee schoolmeisjes uit Washington
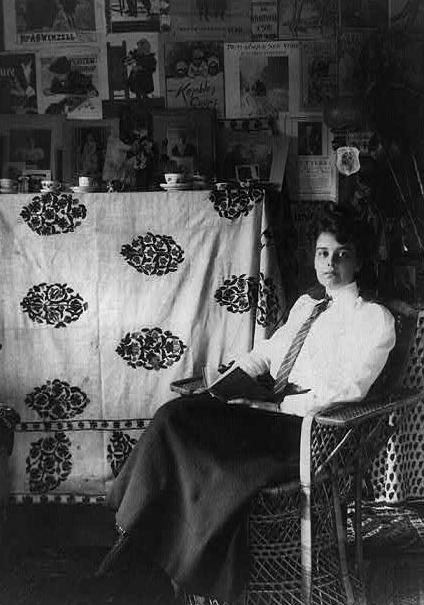
Schrijfster Helen Hay Whitney